# Гази Ґерай (калга)
Гази Ґерай (Гірей; крым. Ğazı Geray;1626 — після 1666) — кримський нуреддін (1641-1651) і калга (1651-1666), син кримського нуреддіна Мубарека Ґерая і онук кримського хана Селямета I Ґерая (1608-1611).
У 1641 році османський султан Ібрагім I (1640-1648) призначив новим кримським ханом Мехмеда IV Ґерая (1641-1644), одного з молодших синів Селямета I Ґерая. Мехмед IV Ґерай призначив нуреддіном свого племінника Гази Ґерая (1641-1644), сина Мубарека Ґерая.
У 1644 році османський уряд усунув від влади Мехмеда IV Ґерая і призначив кримським ханом його старшого брата Іслама III Ґерая (1644-1654). Зайнявши ханський престол у Бахчисараї, Іслам III призначив калгою свого молодшого брата Кирима Ґерая (1644-1651), а племінника Гази Ґерая залишив на посаді нуреддіна.
У грудні 1645 року за розпорядженням хана Ісляма III Ґерая, нуреддін Гази Ґерай очолив спустошливий набіг на московські землі. 30-тисячне кримськотатарське військо під проводом Гази Герая вторглося Муравським шляхом в південні володіння Московії. Гази Ґерай розташувався «кошем» між Рильськом та Путивлем, звідки розіслав окремі татарські та ногайські «загони» для пограбування навколишніх селищ та захоплення бранців. Кримці розорили Рильський, Путивльський, Курський та Севський повіти, захопивши велику кількість бранців. За підрахунком А. Новосільського, число полонянників, взятих кримськими татарами в 1645 році, перевищувало шість тисяч. У боях із кримськотатарськими загонами особливо відзначився курский воєвода князь Семен Пожарський.
У 1648–1653 роках Гази Ґерай брав участь у походах Ісламу III Ґерая проти Речі Посполитої. У громадянській війні Іслам III виступав як союзник українського гетьмана Богдана Хмельницького.
Влітку 1651 року в боях під Берестечком був убитий калга-султан Кирим Ґерай (1644-1651), молодший брат Іслама III Ґерая та дядько Гази Ґерая. Іслам III призначив калгою колишнього нуреддіна Гази Ґерая (1651-1666), а новим нуреддіном призначив свого молодшого брата Аділя Ґерая (1651-1659).
В 1654 року після смерті хана Іслама III Ґерая (1644-1654) турецький султан Ібрагім I вдруге призначив кримським ханом Мехмеда IV Ґерая (1654-1666). Мехмед IV Ґерай залишив на своїх посадах калгу Гази Ґерая та нуреддіна Аділя Ґерая.
У січні 1655 року за розпорядженням хана Мехмеда IV Ґерая калга Гази Ґерай і нуреддін Аділь Ґерай на чолі великого кримськотатарського війська (за польськими відомостями — від 120 до 150 тис.). чол.) виступили на Україну, на допомогу армії Речі посполитої у боротьбі проти московсько-козацьких військ. На околицях Умані кримські загони з'єдналися з королівським військом під командуванням польного гетьмана коронного Станіслава Лянцкоронського. На переговорах із королівським командуванням калга Гази Ґерай домігся дозволу на руйнування кримськими татарами довколишніх селищ та захоплення бранців.
На початку березня новий командувач коронного війська Кшиштоф Тишкевич доповідав, що двісті сімдесят містечок на Брацлавщині було розорено та спалено кримцями. За чотири місяці перебування в Україні союзного кримськотатарського війська, вважав Тишкевич, понад двісті тисяч людей було взято в полон і вигнано до Криму. Кримські татари чинили напади і на союзні польські загони, грабуючи та захоплюючи бранців, коней та худобу. У середині березня 1655 року кримські татари та ногайці, захопивши величезну кількість бранців в українських землях, які ще перебували під контролем королівської армії, почали повільно відходити у свої степи. Першими вирушили передові загони під командуванням Каммамбет-мурзи та царевича Менглі Ґерая, а потім до Аккермана відступив калга-султан Гази Ґерай з основними силами, а 18 березня знялися останні загони кримців під проводом нуреддін-султана Аділя Ґерая.
Надалі Гази Ґерай брав участь у військових походах Мехмеда IV Ґерая на українські та московські землі. Влітку 1657 року Мехмед IV на чолі великого війська здійснив похід на Україну, але був розгромлений козацькими полками біля гирла Дніпра. Хан із головними силами зміг переправитися через Дніпро і рушив на Кам'янець-Подільський, а калга Гази Ґерай з іншою частиною кримського війська змушений був відступити до Перекопу . Запорізькі козаки, скориставшись відсутністю хана, здійснили напад на Крим. 8-тисячне військо запорізьких козаків рушило на Перекоп, але було розгромлено Гази Ґераєм. 1659 року під час чергового походу Мехмеда IV Ґерая на Україну Гази Ґерай був залишений для оборони Криму.
Навесні 1666 турецький уряд, незадоволений політикою Мехмеда IV Ґерая, усунув його від влади і призначив новим кримським ханом Аділя Чобан-Ґерая (1666-1671), представника побічної лінії Ґераїв.
Колишній хан Мехмед IV Ґерай із сім'єю втік із Криму до Дагестану. Аділь Ґерай, прибувши до Криму і утвердившись у Бахчисараї, призначив калгою та нуреддіном своїх племінників Девлета та Гази Чобан-Ґераїв. Колишній калга Гази Ґерай змушений був залишити Крим.